# Anne Abeillé
Pour les articles homonymes, voir Abeillé.
Anne Abeillé, née le 13 septembre 1962 dans le 11e arrondissement de Paris, est une linguiste française.
Elle travaille sur la grammaire du français et des langues romanes, sur les théories syntaxiques, en particulier les grammaires d'unification. Après avoir travaillé sur le traitement automatique des langues, elle se spécialise désormais en syntaxe expérimentale, aux frontières de la psycholinguistique.
Elle a dirigé la première base de données syntaxique du français : le French Treebank et codirigé la Grande Grammaire du français. Elle fait partie du collectif des linguistes atterrées.

## Biographie
Ancienne élève de l'École normale supérieure de Fontenay-Saint-Cloud, Anne Abeillé est agrégée de lettres modernes (1986). Assistante à l'université de Pennsylvanie à Philadelphie, elle a travaillé avec Aravind Joshi sur les grammaires d'arbres adjoints lexicalisées. Elle a soutenu en 1991 une thèse de doctorat sous la direction de Maurice Gross. Maitresse de conférences à l'université Paris-VIII en 1991, puis à l'université Paris Diderot, elle est depuis 2000, professeure des universités à l'université Paris-Cité et membre du Laboratoire de linguistique formelle du CNRS. Elle est membre de l'Institut universitaire de France à plusieurs reprises,, membre active du labex EFL, de la Société de linguistique de Paris et de l'Academia Europaea. Depuis 2021, elle dirige l'école universitaire de recherche Paris Graduate school of Linguistics.

## Récompenses
- Médaille de bronze du CNRS[1] (1995)
- Médaille d'argent du CNRS[1] (2007)

## Décorations
- Chevalière de la Légion d'honneur (2008)[12]
- Officière de l'ordre national du Mérite (2014)[13]

## Ouvrages
- Les nouvelles syntaxes : grammaires d'unification et analyse du français, Paris, Armand Colin, coll. Linguistique, 1993
- Tree Adjoining grammars : Formalism, linguistic analysis and Processing, dir. (avec Owen Rambow), Stanford, CSLI Publications, 2000
- Une grammaire électronique du français, Paris, CNRS Éditions, coll. Sciences du langage, 2002
- Treebanks: building and using parsed corpora, dir, Wolters Kluwer, Dordrecht, 2003
- Le dictionnaire du Velib, Paris, Éditions du Panama, 2007
- Les grammaires d'unification, Londres, Hermès, 2007
- Constraint-based Syntax and semantics, dir. (avec Olivier Bonami), CSLI Publications, 2020
- La Grande Grammaire du français[14], dir. (avec Danièle Godard), Actes Sud, Éditions de l'Imprimerie nationale, 2021
- Head-driven Phrase structure Grammar : the handbook[15] (avec Stefan Müller, Robert Borsley, Jean-Pierre Koenig), Berlin, Language Science Press, 2021
- Le français va très bien, merci (avec 18 autres linguistes qui signent Les Linguistes atterrées), Gallimard, coll. Tracts, 2023[16]